# Amtsgericht Altötting
Das Amtsgericht Altötting ist ein Gericht der ordentlichen Gerichtsbarkeit und eines von 73 Amtsgerichten in Bayern. Es befindet sich in der Traunsteiner Str. 1 a in Altötting.

## Geschichte
Seit dem frühen Mittelalter gab es im benachbarten Neuötting eine Gerichtsbarkeit, das Landgericht Neuötting. Ab 1810 bestand das Landgericht Altötting (älterer Ordnung), welches bis 1862 eine staatliche Verwaltungseinheit der unteren Ebene war, mit Verwaltungsaufgaben ähnlich den heutigen Landkreisen. Zugleich war das Landgericht älterer Ordnung auch Justizorgan der niederen Gerichtsbarkeit und damit die Eingangsinstanz der ordentlichen Gerichtsbarkeit, vergleichbar mit dem heutigen Amtsgericht. Es nahm aber auch Aufgaben der höheren Gerichtsbarkeit wahr (wie heutige Landgerichte) und verrichtete notarielle Tätigkeiten.
Die Funktion der Landgerichte als Verwaltungsbehörde und zugleich Justizorgan wurde als struktureller Fehler der bayerischen Verfassung angesehen, da damit die richterliche Unabhängigkeit berührt war. Der Richter war neben seinem Richteramt durch seine gleichzeitige Funktion als Verwaltungsbeamter weisungsgebunden. Um diesen Mangel zu beheben, wurde am 10. Januar 1861 das Gerichtsverfassungsgesetz erlassen. Dieses Gesetz ermöglichte die Trennung von Justiz und Verwaltung. Die administrativen Verwaltungsaufgaben wurden aus den Landgerichten herausgelöst und auf die neu geschaffenen Bezirksämter übertragen. Die verbleibenden Rechtspflegeeinrichtungen behielten zunächst die Bezeichnung Landgericht.
Anlässlich der Einführung des Gerichtsverfassungsgesetzes am 1. Oktober 1879 kam es zur Errichtung des Amtsgerichts Altötting, dessen Sprengel das Bezirksamt Altötting bildete. 1973 wurde das Amtsgericht Burghausen aufgehoben und zur amtsgerichtlichen Zweigstelle des Amtsgerichts Altötting für Burghausen und die Gemeinden des Umlandes erklärt. Die Zweigstelle wurde im Jahr 2006 aufgelöst.

## Zuständigkeitsbereich
Der Zuständigkeitsbereich des Amtsgerichts Altötting ist der Landkreis Altötting. Verhandelt werden Zivil-, Familien- und Strafsachen. 
Folgende Verfahren und Aufgaben werden vom Amtsgericht Traunstein bearbeitet:
- Handelsregister
- Vereinsregister

Folgende Verfahren und Aufgaben werden vom Amtsgericht Mühldorf am Inn bearbeitet:
- Insolvenzverfahren
- Zwangsversteigerung

## Beschäftigte
Mitarbeiter am Amtsgericht sind neben Richtern auch Rechtspfleger und Beamte des mittleren Justizdienstes sowie Justizarbeitnehmer, Justizwachtmeister und Hausmeister.
Des Weiteren sind Gerichtsvollzieher für das Amtsgericht tätig.

## Übergeordnete Gerichte
Dem Amtsgericht Altötting sind das Landgericht Traunstein und das Oberlandesgericht München übergeordnet.